# كلية طب الأسنان (جامعة الملك فيصل)
كلية طب الأسنان بجامعة الملك فيصل هي إحدى كليات التي تهتم بدراسة مجال طب الأسنان في جامعة الملك فيصل في محافظة الأحساء في المنطقة الشرقية في دولة السعودية.

## الأقسام
تشمل كلية طب الأسنان العديد من الأقسام مثل قسم علوم الأسنان الأساسية، وقسم علوم طب الأسنان الوقائية، وقسم علوم جراحة الفم والوجة والفكين وعلوم الفم التشخيصية، وقسم العلاج التحفظي، وقسم الاستعاضة الصناعية وزراعة الأسنان، وقسم التعليم الطبي للأسنان.

### قسم علوم طب الأسنان الأساسية
قسم علوم الأسنان الأساسية يشمل الكيمياء الحيوية، وظائف الأعضاء، وعلم الأمراض، وعلم الأدوية، والتشريح الأسنان، ومواد الأسنان، والأحياء الدقيقة العامة، والفموية.

### قسم علوم طب الأسنان الأطفال
قسم علوم طب الأسنان الأطفال يشمل شعبة تقويم الأسنان، وشعبة أسنان الأطفال، وشعبة أمراض وحراحة اللثة، وشعبة طب الأسنان الوقائي.

### قسم علوم جراحة الفم والوجة والفكين وعلوم الفم التشخيصية
قسم علوم جراحة الفم والوجة والفكين وعلوم الفم التشخيصية يشمل شعبة جراحة الفم والوجة والفكين، وشعبة الطب الفموي والأشعة السنية، وشعبة الجراحة العامة والبطانية، وشعبة أمراض الفم.

## مجمع عيادات طب الأسنان
يتبع الكلية مجمع لعيادات طب الأسنان، الذي يشمل علي 100 عيادة، ويقع المجمع في مبني 102 بالقرب من بوابة 3 في جامعة الملك فيصل.